# 扎多利納
51°35′28″N 24°32′41″E / 51.59111°N 24.54472°E
扎多利納（烏克蘭語：Задолина），是烏克蘭的村落，位於該國西部沃倫州，由科韋利區負責管轄，面積0.35平方公里，海拔高度157米，2001年人口102，人口密度每平方公里293.95人。